# Die Neue Front
Die Neue Front. Front Nouveau – Bimensuel war das Parteiorgan der Auslandszentrale der Sozialistischen Arbeiterpartei Deutschlands. Es erschien zweimal monatlich als Organ für proletarisch-revolutionäre Sammlung.
Am 1. November 1931 vereinigte sich die Unabhängige Sozialdemokratische Partei Deutschlands mit der Sozialistischen Arbeiterpartei Deutschlands und stellte ihr Parteiorgan Freiheit ein.
Von Juni bis Dezember 1933 verlegte die Auslandszentrale der SAP in Paris 2000 Exemplare Die Neue Front in hektografierter Form.
Im Frühsommer 1933 war eine Reichsleitung in Berlin gegründet worden, welche durch die Geheime Staatspolizei bald zerschlagen war.
1934 zählte die SAP etwa 5000 Mitglieder. Für die Mitgliedsbeiträge wurde Die Neue Front im Zeitungsformat erstellt.
Zur Redaktion unter Paul Ernst Reinhold Wassermann gehörten Anfang 1935: Jacob Walcher, Walter Fabian, Paul Frölich, Boris Goldenberg und Max Diamant.
Siegfried Pfeffer war mit einem weiteren Genossen für den Vertrieb zuständig.
Die politische Verantwortung für Die Neue Front lag bei der Auslandszentrale der SAP.
Die Tendenz war stalinophon kritisch gegenüber der Partido Obrero de Unificación Marxista.
In Berlin wurde  Walter Fabian im Januar 1935 durch Walter Emil Fritz Pöppel ersetzt, welcher wiederum im Juli 1935 durch Herbert Herklotz abgelöst wurde.

## Impressum
Druck: 23, Rue Mouffetard
Herausgeber: J. Lefeuvre